# Соборненська загальноовітня школа
Соборненська ЗОШ І-ІІ ступенів імені Володимира Гарматія — навчальний заклад у с. Соборному Тернопільського району Тернопільської області, Україна.

## Історія
З історичних джерел відомо, що вже в 1851 році в Соборному (тоді — Чернелів-Мазовецький) працювала школа, від 1895 — двокласна, у 1932 — трикласна школа.
До 2016 року школа називалася Жовтневою.

## Відомі учні, випускники та вчителі

### Учні
- Гарматій Володимир Михайлович